# Arran distilleries

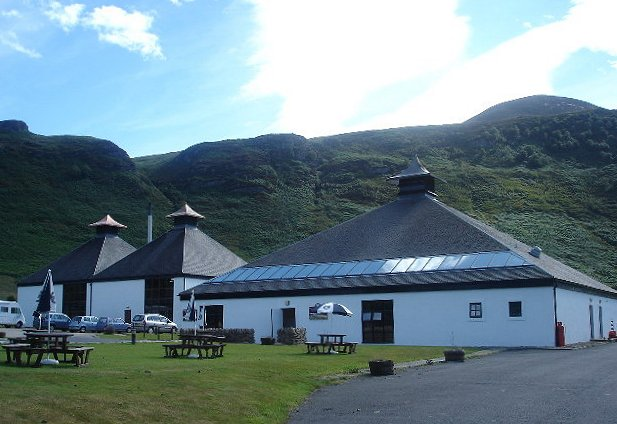
Arran Distillery

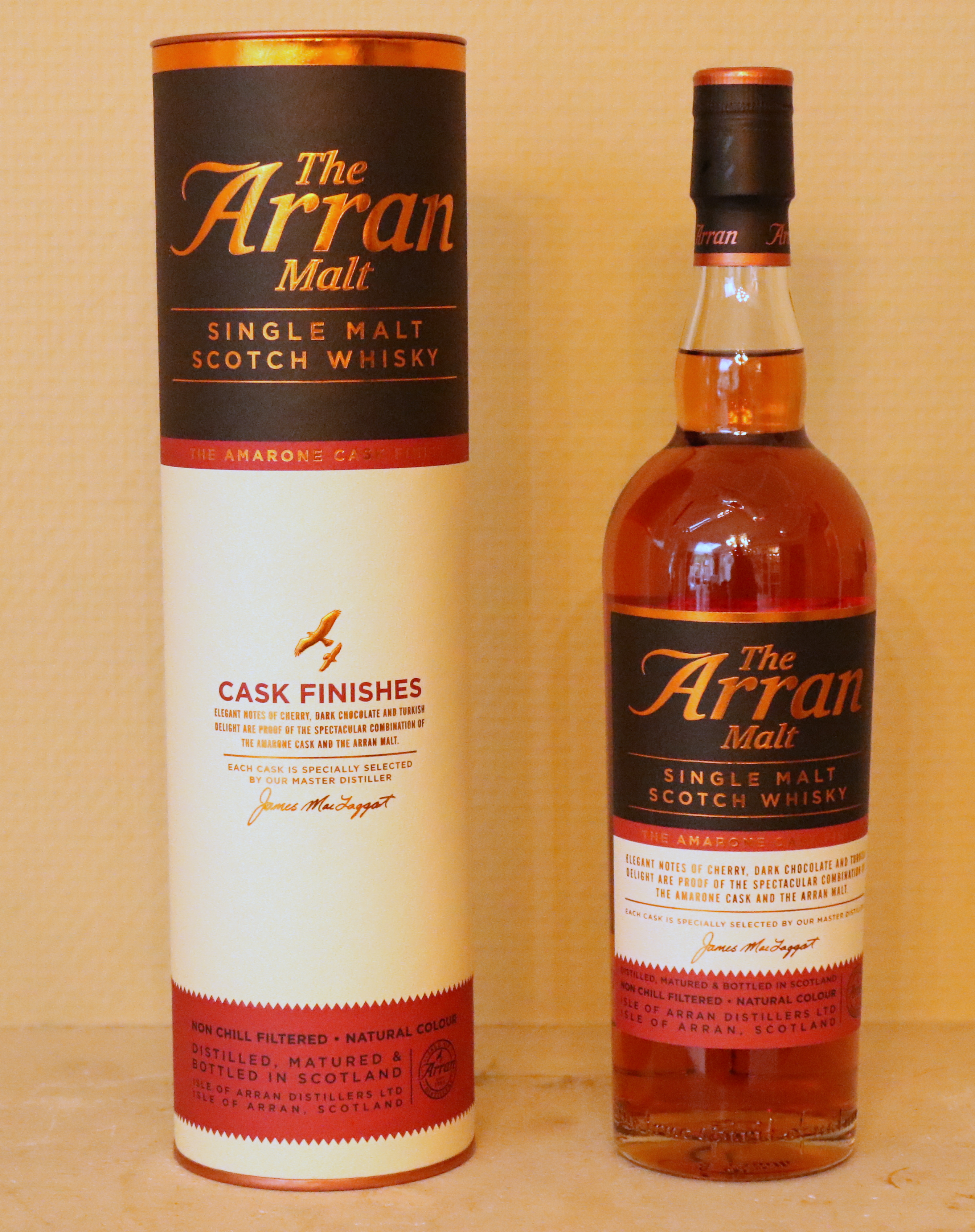
The Arran Malt Single Malt Scotch Whisky

Arran Island Single Malt of Arran Single Malt is een Schotse single malt whisky die wordt geproduceerd door Isle of Arran Distillers Ltd, gevestigd in Lochranza op het eiland Arran. Deze distilleerderij werd in 1995 geopend, en daarmee was het de eerste nieuwe (legale) distilleerderij sinds 1836, toen de laatste sloot.
De distilleerderij werd opgericht door Harold Currie, voormalig directeur van Chivas Regal.
Het water dat wordt gebruikt is afkomstig uit Loch na Davie. Omdat de naam whisky pas mag worden gebruikt na een rijpingsproces dat minimaal 3 jaar en 1 dag heeft geduurd, is Arran Distilleries pas sinds 1998 een whiskyproducent. Om dat te vieren werd een gelimiteerde oplage voor verkoop vrijgegeven, een traditioneel gebruik. Arran Single Malt wordt vaak gebruikt in blended whiskies, zoals Loch Ranza en Holy Isle Cream Liquor.